# Avenue Anne-Eugénie-Milleret-de-Brou
L'avenue Anne-Eugénie-Milleret-de-Brou est une voie du 16e arrondissement de Paris, en France.

## Situation et accès
L'avenue Anne-Eugénie-Milleret-de-Brou est une voie publique située dans le 16e arrondissement de Paris. Elle débute au 21, rue de l'Assomption et se termine au 22, avenue du Recteur-Poincaré.
Le quartier est desservi par la ligne 9, aux stations Jasmin et Ranelagh.

## Origine du nom

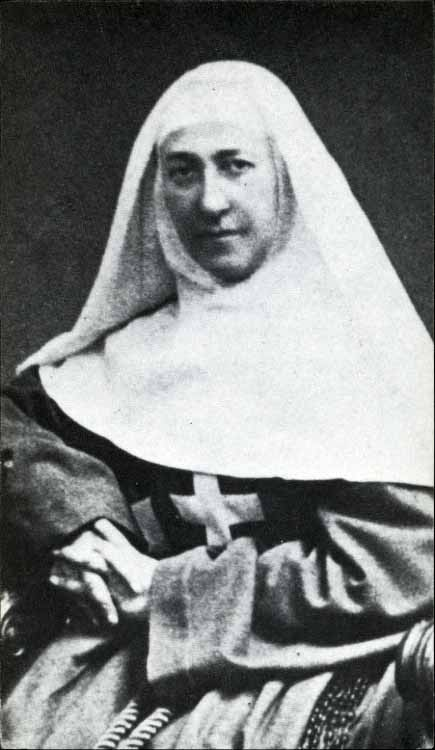
Anne-Eugénie Milleret de Brou.

Elle doit son nom à Anne-Eugénie Milleret de Brou (1817-1898), fondatrice de l'ancien couvent de l'Assomption, qui y vécut et y mourut,.

## Historique
Elle est ouverte, par un arrêté du 13 août 1928, sur les terrains de l'ancien couvent de l'Assomption sous la dénomination d'« avenue Milleret-de-Brou ».
Par délibération du Conseil de Paris en date des 12, 14 et 15 novembre 2019, elle prend le nom d'« avenue Anne-Eugénie-Milleret-de-Brou », dans le cadre de la mise en valeur des voies parisiennes portant un nom de femme,,.

## Bâtiments remarquables et lieux de mémoire

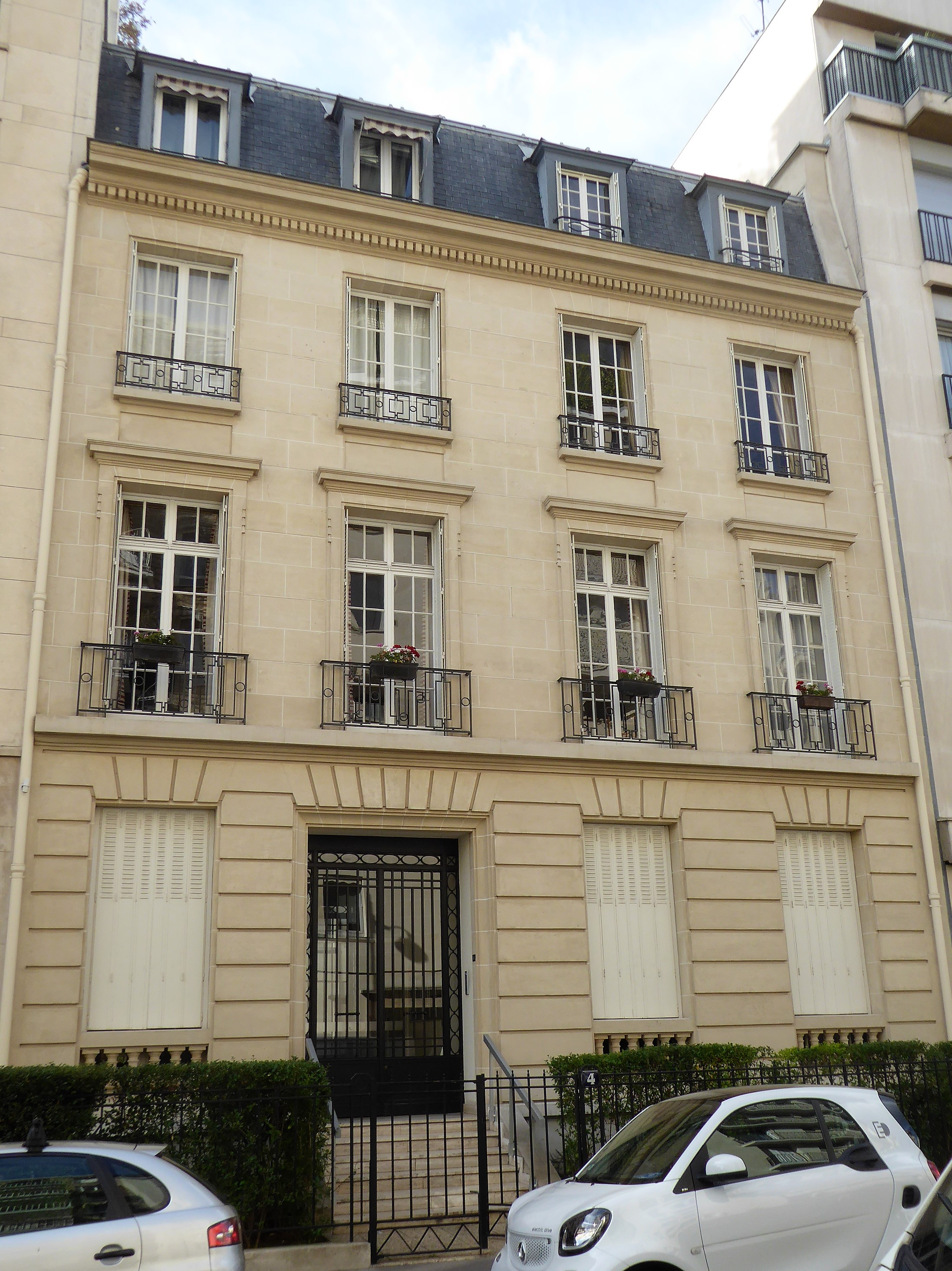
Hôtel particulier du no 4.

- No 4 : ancien hôtel particulier de Henry Goüin, fondateur de la Fondation Royaumont, qui fait agrandir et construire un salon de musique par l'architecte Pierre Barbe en 1932. Il y fait installer un orgue Gonzalez. Son salon de musique devient l'un des plus prisés de Paris[6]. Il est aujourd'hui partiellement détruit[7].